# Euchone bansei
Euchone bansei är en ringmaskart som beskrevs av Ruff och Brown 1989. Euchone bansei ingår i släktet Euchone och familjen Sabellidae. Inga underarter finns listade i Catalogue of Life.